# Російсько-індіанська війна

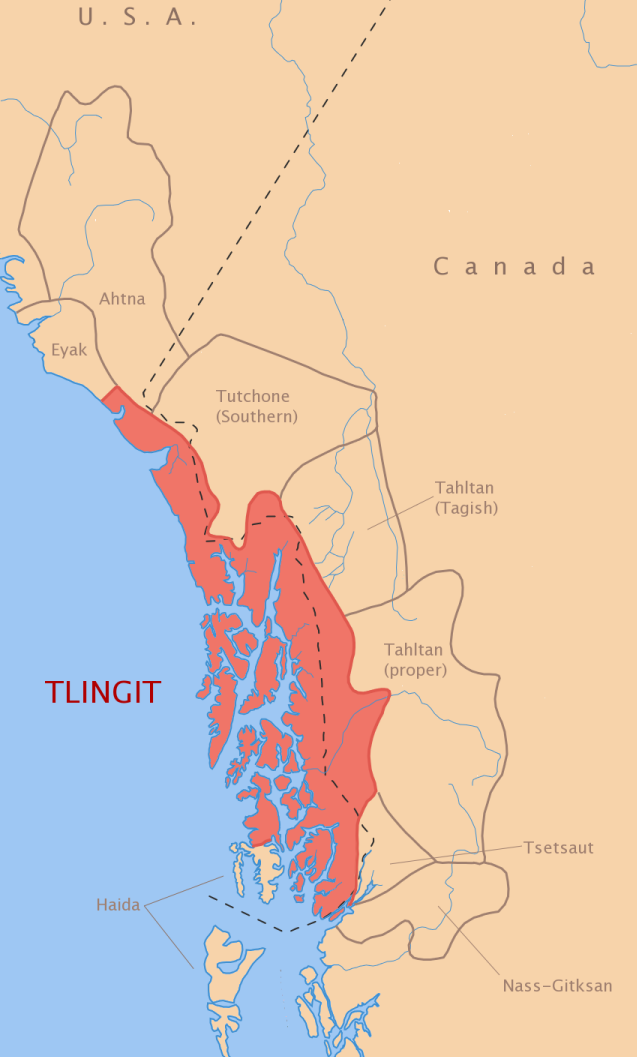
Область розселення тлінгітів

Російсько-індіанська війна 1802—1805 років (російсько-тлінгітська) війна) — війна між російськими завойовниками Аляски та корінним народом Аляски, тлінгітами.

## Передумови
Російські промислові партії в пошуках каланів спустошували традиційні мисливські угіддя індіанців-тлінгітів. Індіанців також дратувало те, що до складу російських партій входили традиційні вороги індіанців — ескімоси-чугачі. Крім того, самі тлінгіти в цей період досить активно розширювали на півночі своїх земель власну сферу впливу, включивши до неї індіанців-еяків.
Зіткнення тлінгітів з росіянами на ранньому етапі часто завершувались зникненням росіян за нез'ясованих обставин. Так, ще у 1741 році 15 моряків з російського пакетбота «Святий Павло» пропали безвісти в районі бухти Таканіс на острові Якобі. Їх доля невідома.
Перше відкрите збройне зіткнення між силами російської експедиції та тлінгітами відбулось 1792 року на острові Хінчінбрук. В результаті зіткнення керівник партії промисловців і майбутній правитель Аляски Олександр Баранов вирішив відступити на острів Кадьяк, індіанці також відступили.

## Війна

### Початковий етап
У травні 1802 року почалися потужні виступи тлінгітів проти росіян з метою вигнати росіян зі своєї землі, а їх флотилію — зі своїх прибережних вод. Перше зіткнення сталася 23 травня. У червні загін в 600 індіанців під проводом Катліана атакував Михайлівську фортецю на острові Сітка. Через день індіанці знищили майже цілком партію Василя Кочесова, яка поверталася до фортеці з промислу сивучів. Наступна партія російських промисловців (165 осіб) була атакована в районі протоки Фредерік в ніч з 19 на 20 червня і повністю знищена. Англійський бриг «Юнікорн» (англ. «Unicorn») капітана Henry Barber врятував групу росіян, що потрапили у полон, в основному жінок і дітей. Барбер потопив одне індіанське каное і змусив видати полонених. В результаті атаки індіанців Сітка була цілком звільнена, що стало важким ударом для російських колоній і особисто для губернатора Аляски Олександра Баранова.
Для підсилення росіян на острові Кадьяк у їх протистоянні з індіанцями на воді в листопаді 1802 прибула шести гарматна бригантина «Св. Єлизавета», що завадило індіанцям здійснити подальший штурм російських колоній. На початку травня 1803 Баранов послав галіот «Св. Олександр Невський» в Якутат до Івана Кускова, де знаходився значний російський гарнізон, по допомогу для проведення каральної експедиції, але Кусков запропонував Баранову відкласти експедицію на рік.
Взимку 1803-1804 років індіанці напали на два російських розвідзагони в басейні Мідної річки.

### Битва при острові Ситка

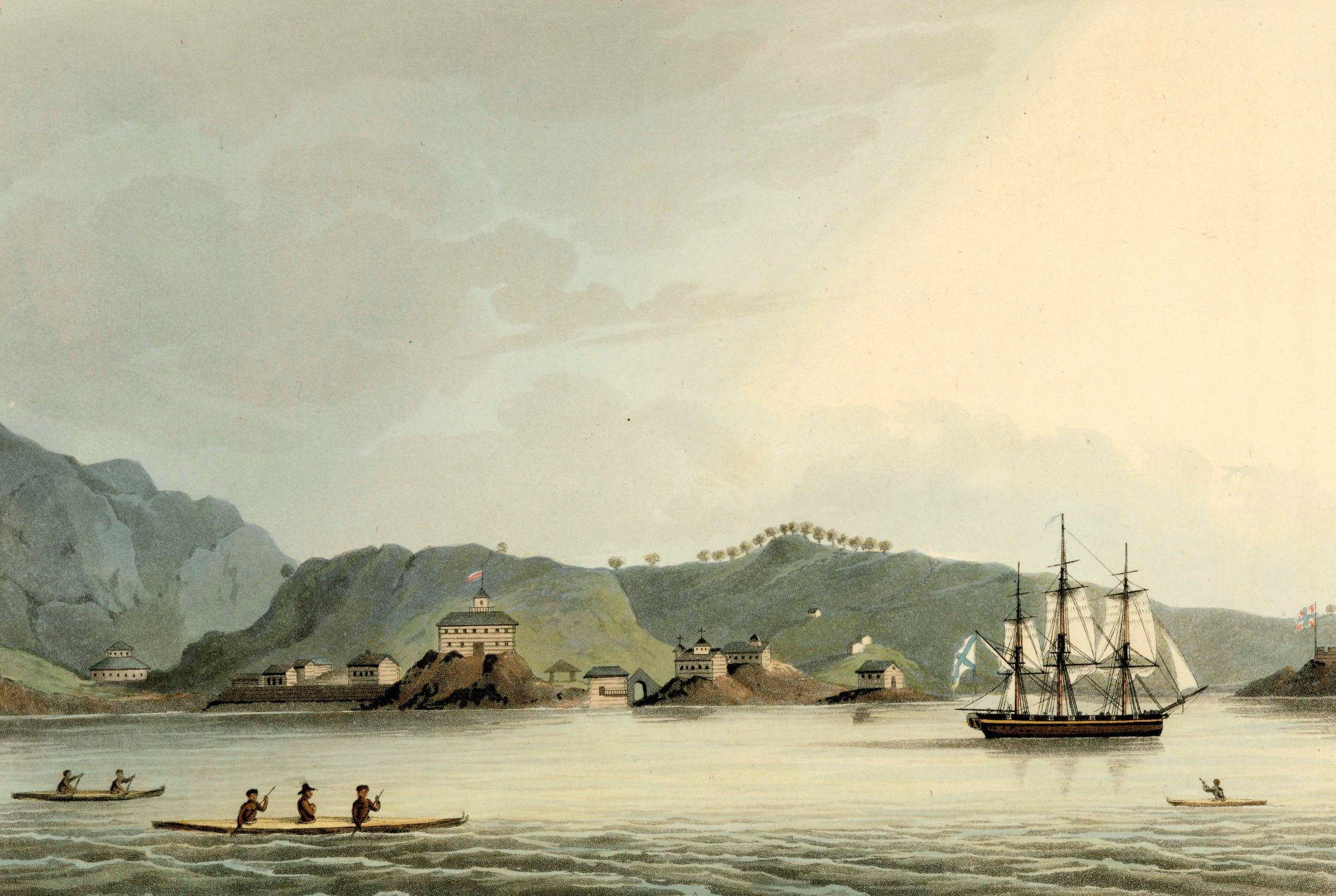
Російський шлюп капітана Юрія Лисянського «Нева», що брав участь у битві при острові Сітка

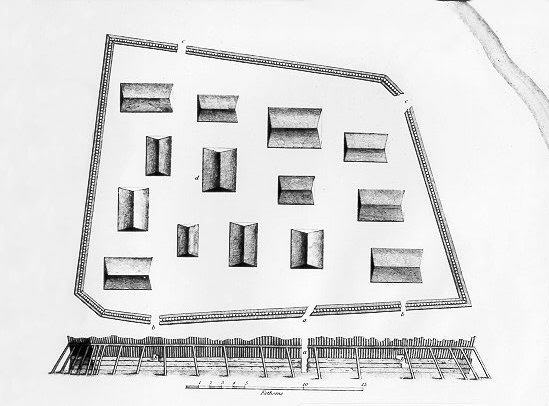
План фортеці індіанців, складений Юрієм Лисянським після її захоплення росіянами

В 1804 Баранов рушив з Якутата на завоювання острова Сітки. У його загоні було 150 російських і 500-900 алеутських воїнів. Флот складався з легких кораблів «Єрмак», «Олександр», «Катерина» і «Ростислав» та з байдарок алеутів. У вересні корпус досяг Сітки, де виявив шлюп «Нева» Юрія Лисянського, який здійснював навколосвітнє плавання. Для оборони свого острова індіанці збудували дерев'яну фортецю, яку обороняло близько сотні бійців. Росіяни, обстрілявши з корабельних гармат укріплення і поселення, почали штурм, який був відбитий. Під час штурму Баранов отримав серйозне поранений в руку. Однак облога і артилерійські обстріли тривали. Усвідомивши безперспективність опору, індіанці покинули свою фортецю, залишивши в укріпленні близько 30 своїх загиблих воїнів і відступили від поселення. Втрати російської коаліції склали близько 20 осіб. 8 жовтня 1804 роки над завойованим поселенням було піднято російський прапор, після чого почалося будівництво форту і нового поселення, яке отримало назву Ново-Архангельськ.
20 серпня 1805 воїни-еяки на чолі з Танухом і Лушваком, і їх союзники з числа тлінгітів спалили Якутат і перебили росіян. Напад ретельно спланував і організував Танух, який, користуючись довірою увійшов до фортеці і вбив начальника фортеці, після чого відповідно до переказів за його сигналом «кожен воїн вбив свого російського». Також були перебиті союзники росіян, алеути. Значна частина росіян разом з Дем'яненковим була змушена вирушити в далекий морський перехід і була потоплена штормом. Близько 30 осіб, які відмовилися йти в море, здалися тлінгітам. Падіння Якутата і загибель партії Дем'яненкова стали важким ударом по російських колоніях на Алясці — була втрачена важлива господарська і стратегічна база на узбережжі Америки.

### Подальше протистояння
Легка перемога надихнула і об'єднала тлінгітів. Близько 200 воїнів на 8 каное вирішили так само атакувати Костянтинівську фортецю в селищі Нучек в чугацькій затоці, на землі ворожого місцевого племені чугачів. Однак у фортеці виявився один з невільників, що втік від індіанців, який повідомив про їх плани коменданта фортеці, після чого індіанці були запрошені на свято і вирізані. Індіанці, що врятувалися, спричинили паніку серед тлінгітів, частина яких потонула при переправі, інші були перебиті чугачами. Після цієї невдачі почався розлад між тлінгітами та їх союзниками.

### Перемир'я
Надалі з індіанцями вдалося укласти перемир'я, але російська американська компанія була змушена вести промисел у водах тлінгітів лише великими партіями і під прикриттям російських кораблів. При цьому тлінгіти і надалі організовано випливали на місця промислу і відкривали вогонь з рушниць, але не по людях, а по звіру, що робило промисел практично неможливим. Також вони при зручних обставинах перехоплювали і нишком вбивали одиночних службовців компанії так, що б довести це було неможливо.

## Наслідки
В результаті війни були знищені 2 російські фортеці і селище в Південно-Східній Алясці, що на кілька років зупинило просування росіян у південному напрямку вздовж північно-західного узбережжя Америки. Індіанська загроза і надалі сковувала сили російської американської компанії в районі архіпелагу Олександра і не дозволяла розпочати систематичну колонізацію Південно-Східної Аляски.
Після припинення грабіжницького промислу в угіддях індіанців відносини дещо поліпшилися, була відновила торгівля з тлінгітами, їм було дозволено відновити родове селище біля Новоархангельська.